# Milà-Sanremo 1932
La Milà-Sanremo 1932 fou la 25a edició de la Milà-Sanremo. La cursa es disputà el 12 d'abril de 1932, sent el vencedor final l'italià Alfredo Bovet.
146 ciclistes hi van prendre part, acabant la cursa 98 d'ells.

## Classificació final
|    | Ciclista            | Equip                     | Temps      |
| -- | ------------------- | ------------------------- | ---------- |
| 1  | Alfredo Bovet       | Bianchi                   | 8h 15' 45" |
| 2  | Alfredo Binda       | Legnano-Hutchinson        | + 3' 00"   |
| 3  | Michele Mara        | Bianchi                   | m. t.      |
| 4  | Leonida Frascarelli | -                         | m. t.      |
| 5  | Luigi Barral        | Olympia                   | m. t.      |
| 6  | Raffaele di Paco    | Wolsit                    | + 6' 15"   |
| 7  | Charles Pélissier   | Genial Lucifer-Hutchinson | m. t.      |
| 8  | Antonio Pesenti     | Dei                       | m. t.      |
| 9  | Agostino Bellandi   | Dei                       | m. t.      |
| 10 | Michele Orecchia    | Gloria                    | m. t.      |